# Jevhen Šokalo
Jevhen Šokalo, někdy také Yevhen Shokalo, (* 10. srpna 1960 Lvov) je český herec a operní zpěvák (bas) ukrajinského původu.

## Život
Vystudoval konzervatoř ve Lvově a kyjevskou hudební akademii (1981-1986). Byl členem souboru Ukrajinské národní opery Tarase Ševčenka v Kyjevě a hostoval na ruských operních scénách. Od roku 1993 účinkuje v Česku, první angažmá získal v roce 1993 v Jihočeském divadle (první jeho rolí v tomto divadle byla role Collina v Pucciniho opeře Bohéma). Na Otáčivém hledišti v Českém Krumlově účinkoval mj. jako Padre Guardiano v inscenaci Verdiho opery Síla osudu. Hostoval na všech českých operních scénách. Hostoval též v  zahraničí (Belgie, Bulharsko,  Chorvatsko,  Itálie, Japonsko, Francie, Kanada, Německo, Polsko, Rakousko, Severní Korea, Švýcarsko). Od roku 1998 je členem souboru opery Divadla Josefa Kajetána Tyla v Plzni.

## Filmografie

### Filmy
- Aljona (2009), TV film[2]

### TV seriály
- Četnické humoresky (2003)[2]
- Expozitura (2009)[2]
- České století (2013)[2]
- Život a doba soudce A. K.  (2017)[2]

### Záznamy divadelních představení
- Leoš Janáček: Z mrtvého domu (2016)[2]
- Bohuslav Martinů: Juliette (Snář) (2017)[2]